# Henryk-Sienkiewicz-Denkmal (Warschau)

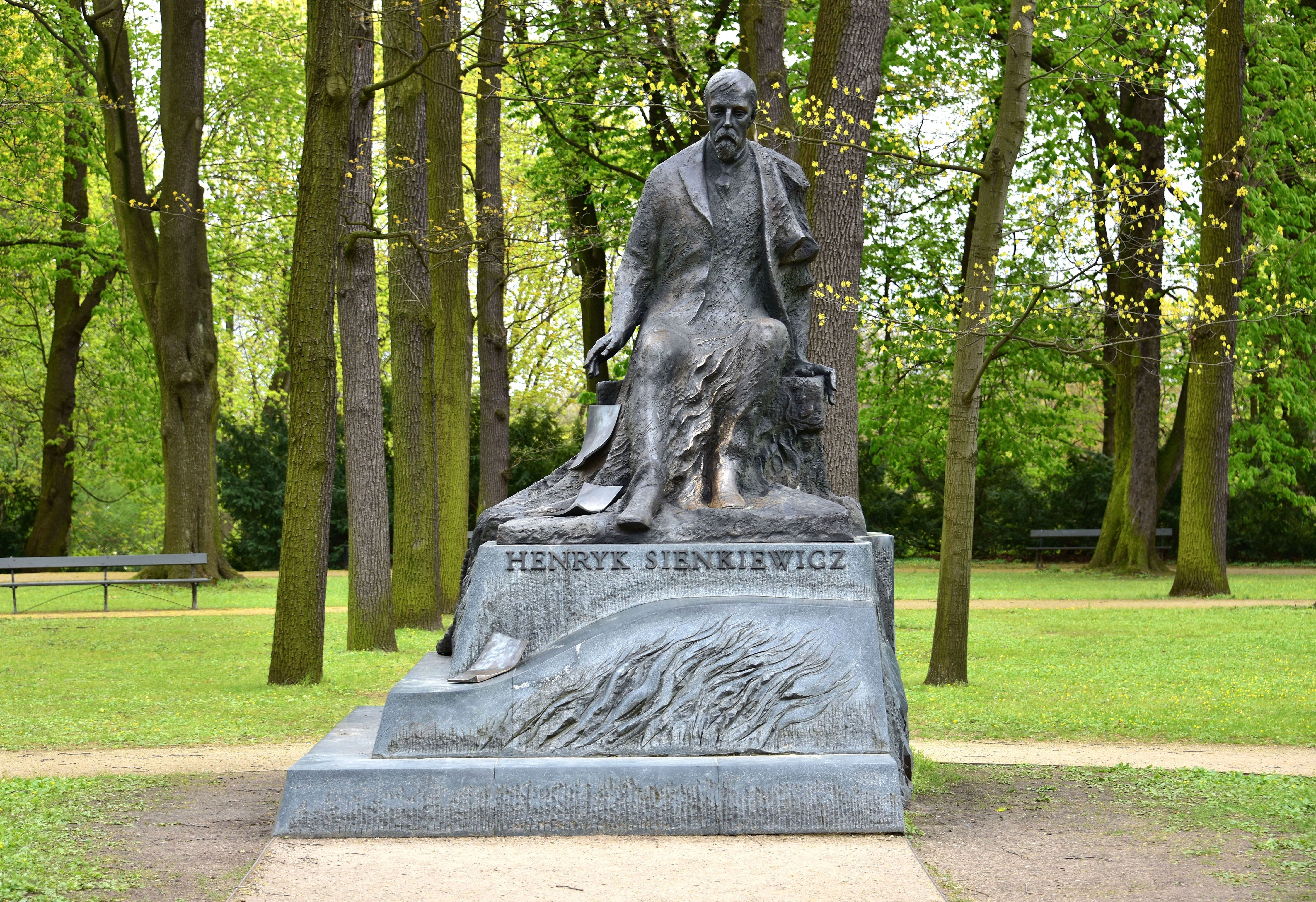
Henryk-Sienkiewicz-Denkmal, 2017

Das Henryk-Sienkiewicz-Denkmal (Pomnik Henryka Sienkiewicza)  für den polnischen Schriftsteller und Nobelpreisträger Henryk Sienkiewicz befindet sich seit 2000 im Łazienki-Park an den Ujazdów-Alleen in Warschau.

## Geschichte
Das Denkmal wurde von Gustaw Zemła geschaffen. Bereits kurz nach dem Tod von Sienkiewicz 1916 beschloss man, in Warschau ein Denkmal für ihn zu errichten. Doch erst 1937 wurde ein entsprechender Verein gegründet. Die Errichtung wurde durch den Ausbruch des Zweiten Weltkriegs vereitelt. 1997 wurde die Idee wieder aufgegriffen und das Denkmal 1998 fertiggestellt. Im Folgejahr wurde es an seinem heutigen Platz von der Enkelin und dem Urenkel des Literaten Maria Sienkiewicz und Jan Sienkiewicz enthüllt.